# Вторая Речка (река, впадает в Кроноцкий залив)
Вторая Речка — река на полуострове Камчатка. Протекает по территории Елизовского района Камчатского края России.
Длина реки — 10 км. Берёт исток с южного склона горы Зубчатая (вулканический массив Большой Семячик, протекает на юго-восток до впадения в Кроноцкий залив.
Река имеет ительменское название Акрау, происхождение не установлено.

## Данные водного реестра
По данным государственного водного реестра России относится к Анадыро-Колымскому бассейновому округу.